# Meristogenys amoropalamus
Meristogenys amoropalamus är en groddjursart som först beskrevs av Matsui 1986.  Meristogenys amoropalamus ingår i släktet Meristogenys och familjen egentliga grodor. IUCN kategoriserar arten globalt som sårbar. Inga underarter finns listade i Catalogue of Life.